# Shōji Ueda
Shōji Ueda, né le 27 mars 1913 à Sakaiminato et mort le 4 juillet 2000, est un photographe japonais originaire de la région de Tottori. Dans les années 1930, il commence sa carrière avec le groupe Chūgoku Shashinka Shūdan comprenant Ryōsuke Ishizu, Kunio Masaoka et Akira Nomura. Son travail le plus connu fait partie de la série des Paysages de dunes mettant en scène différents personnages dans les dunes de sa région natale. Il a également été professeur de 1975 à 1994 à l'université Kyūshū Sangyo de Fukuoka.

## Biographie
Shōji Ueda, naît le 27 mars 1913 à Sakaiminato, un port encadré par une montagne célèbre, dans la région de Tottori au Japon. D’abord intéressé par la peinture, Shoji Ueda découvre la photographie vers 1928. Son père, cordonnier, lui offre un Vest-Pocket Kodak pour ses seize ans. Ueda commence alors à pratiquer la photographie en amateur dans un photo club amateur de Yonago, tout en suivant des cours à l’université. En 1932, il étudie la photographie à l’Oriental School of Photography de Tōkyō et rentre dans sa ville natale pour y ouvrir un studio. Parallèlement, il intègre des associations de photographes et participe à des concours.
Sa carrière commence vraiment en 1937, quand il fonde le Chūgoku Photographers Group, qui réunit des photographes comme Ryōsuke Ishizu, Kunio Masaoka et Akira Nomura. Ses premières mises en scène d’enfants font bientôt leur apparition. S’il échappe à la guerre pour raison de santé en 1939, le photographe interrompt son travail par conviction jusqu’en 1945. Quand il reprend, il réalise quelques-uns de ses travaux les plus connus : Paysages de dunes, mettant en scène différents personnages dont des proches, les membres de sa famille, et parfois lui-même dans les paysages naturels de dunes de sa région natale.
Ses photographies sont primées dans de nombreux concours et publiées dans les magazines Camera, Asahi Camera, Nippon Camera… Il expose aussi, notamment à Osaka, à Tōkyō en 1953, et au MoMA de New York sur invitation d’Edward Steichen en 1971. En 1987, il est invité à participer aux Rencontres, en 1982 la photokina de Cologne lui consacre une exposition. En 1993, la Tokyo State Gallery présente une grande rétrospective de son œuvre, puis le musée de l'Élysée en 2007, et enfin la Maison européenne de la photographie en 2008. Il fait également quelques publications, très souvent des ouvrages inédits en Europe comme Children The Year Round en 1971, sur le thème des enfants.
Professeur à l'université de Sangyo Kyūshū de Fukuoka de 1975 à 1994, Ueda réalise plusieurs commandes publicitaires qui sont remarquées, notamment pour le catalogue de Kituchi Takeo. En 1983, sa femme disparaît et le photographe perd, pour un temps, le gout pour son travail. Son œuvre devient cependant fort populaire au Japon, et le photographe réussit à promouvoir son médium, alors fort peu considéré dans le pays par rapport à la peinture.

## Œuvre
Loin des centres artistiques de Tōkyō, Ueda élabore un travail inclassable car à la fois hors de tout mouvement inscrit dans l’histoire de la photographie, et inspiré des cultures européenne et japonaise mélangées. Son style est en marge par rapport aux tendances documentaires en Europe à ce moment.
Si ses premières photographies sont pictorialistes, il prend très vite le goût de l’expérimentation, en découvrant en 1931 la revue anglaise Modern Photography, qui présente des œuvres de Man Ray, Kertesz, Emmanuel Sougez et d’autres recherches avant-gardistes européennes. Il commence alors ses propres expérimentations de solarisation et de déformation sous l’agrandisseur, de contre-plongées, jeux de cadrages, saturation,… Il mêle motifs naturels et effets graphiques, rompant avec la première impression d’instantanéité : « J’aime bien que l’on sente la légère intervention du photographe ». Ces effets donnent d’étrange résultats comme Paysage avec station de train en 1931 ou Voisins photographiés en plongée.
Mais c’est avec sa photographie Quatre filles, en 1939, qu’Ueda définit vraiment son style. Pour cette photographie, il demande à quatre fillettes rencontrées sur la plage de poser, chacune à sa façon, les unes à côté des autres. Les quatre personnes regardent dans des directions différentes, ce qui donne presque l’impression de plans indépendants montés ensemble, rompant avec les règles classiques de composition.
C’est ce surprenant art de la mise en scène que le photographe développe, jouant avec les motifs, l’improvisation, la spontanéité ou l’arrangement des postures de ses modèles…
Ueda nous projette dans un univers très personnel, et mystérieux, réunissant à la fois fantaisie et sobriété, poésie et humour. En effet, le photographe ne se prend pas au sérieux : gardant un statut très humble tout au long de sa vie, il se revendique simple amateur en photographie, comme le fait Jacques-Henri Lartigue en Europe. Celui-ci est d’ailleurs la seule référence qu’Ueda cite volontiers dans ses discours : « Lartigue a été mon maître absolu. Il était si curieux de tout... Ses photos traduisent parfaitement son âme. J’aurais voulu que toutes mes photos ressemblent aux siennes. »
Son lieu d’action se limite à sa région natale, qu’il explore sous tous les angles. Les dunes de sable blanc constituent un théâtre dans lequel il fait jouer ses personnages pour réinventer une réalité à sa convenance. « Les dunes, c'est mon studio. (…) On ne peut pas trouver d'arrière-plan plus parfait, car l'horizon est étirable à l'infini. Je dirais que la dune est un paysage presque naturellement photographique. C'est la nature mais réduite à un fond unique. »
Avec une économie de moyens, Ueda utilise les lumières éblouissantes de cet environnement pour introduire du blanc dans ses images, jouer par opposition sur les ombres délicates et les formes épurées, et sur les caractéristiques propres au noir et blanc : « Le monde en noir et blanc recèle quelque chose de mystérieux qui ne peut être décrit, et qui est formidablement séduisant. Est-ce faux de penser que cela touche nos cœurs d’autant plus fort que nous vivons à une époque où tout peut être photographié en couleur ? ». C’est dans ce décor de sable blanc, seuls ou avec des amis, que le photographe aime flâner et chercher inlassablement ses sujets à photographier pendant son temps libre : un visage d’enfant, une ombre, un paysan, des bois flottés…Il s’intéresse aussi à d’autres paysages ou objets servant de motifs. Corps et objets s’égaillent dans des ordonnancements irréels.

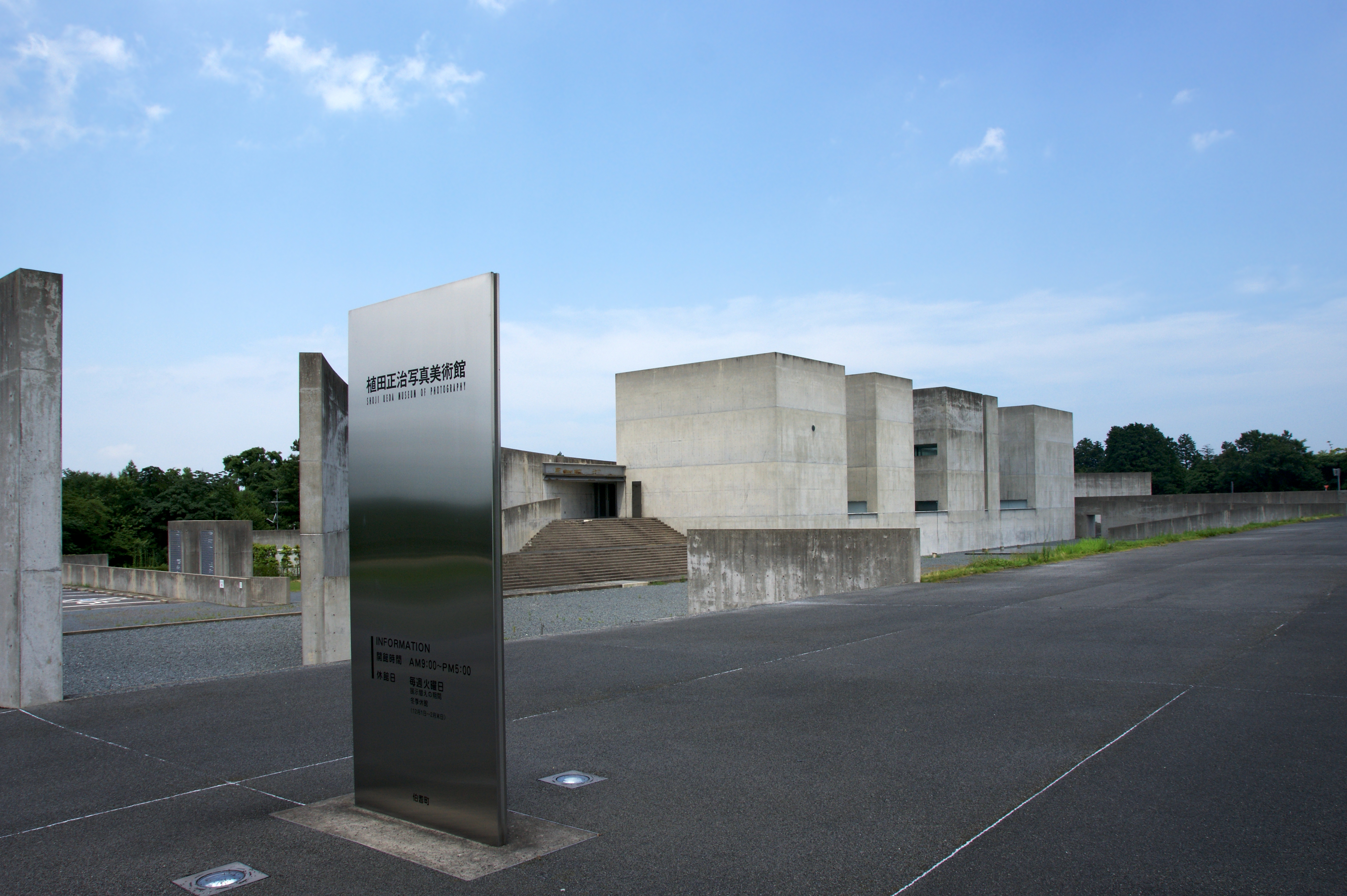
Musée de photographie Shōji-Ueda à Tottori.

Mort le 4 juillet 2000 à l’âge de 87 ans, Ueda est aujourd’hui considéré comme l’un des photographes les plus brillants de son siècle au Japon. Sa région natale a créé un musée à Tottori en son honneur.

## Expositions
- 1978 : Festival de photographie, Arles, France
- 2008 : Rétrospective à la Maison européenne de la photographie à Paris

## Albums d'Ueda
- (ja) Den'en no utsushikata (田園の写し方?). Ars Shashin Bunko 42. Tokyo: Ars, 1940.
- San'in no tabi (山陰の旅?). Texte de Shimomura Norio (下村章雄?). Gendai Kyōyō Bunko. Tokyo: Shakai Shisō Kenkyūkai Shuppanbu, 1962.
- Izumo no shinwa: Kamigami no furusato: Kamera no kikō (出雲の神話：神々のふるさと カメラ紀行?). Texte d'Ueda Masaaki (上田正昭?). Tokyo : Tankō Shinsha, 1965.
- Oki: Hito to rekishi (隠岐：人と歴史?). Texte de Naramoto Tatsuya (奈良本辰也). Tankō Shinsha, 1967.
- Dōreki (童歴?) / Children the Year Around. Eizō no Gendai 3. Tokyo: Chūōkōronsha, 1971. Photographies en noir et blanc, beaucoup, mais pas toutes celles qui montrent des enfants, sont classées par saison. Textes en japonais et en anglais.
- Izumo jiryojō (出雲路旅情?). Texte d'Ishizuka Takatoshi (石塚尊俊?). Tokyo : Asahi Shinbunsha, 1971.
- Shinwa no tabi : Izumo, Hyūga no furusato (神話の旅：出雲・日向のふるさと?). Texte d'Ueda Masaaki (上田正昭?)) et al. Nihon no Furusato Shirīzu. Tokyo: Mainichi Shinbunsha, 1973.
- Izumo (出雲?). Tokyo: Mainichi Shinbunsha, 1974.
- Ueda Shōji shōryokō shashinchō: Oto no nai kioku (植田正治小旅行写真帳：音のない記憶?). Tokyo : Nippon Camera, 1974.
- Izumo Taisha (出雲大社). Texte de Tōno Yoshiaki (東野芳明?). Heibonsha Gyararī 24. Tokyo : Heibonsha, 1974.
- Sakyū / Kodomo no shiki (砂丘・子供の四季?) / Sand Dunes / Seasons of the Children. Sonorama Shashin Sensho 11. Tokyo: Asahi Sonorama, 1978. Avec un sommaire en anglais en plus du texte en japonais.
- Matsue: Sen kyūhyaku rokujū nen (松江：一九六〇年?) / Matsue. Yonago: San'in Hōsō, 1978.
- (ja) Shin Izumo fudoki (新出雲風土記?) / A New Topography of Izumo. Nihon no Bi: Gendai Nihon Shashin Zenshū 5. Tokyo: Shūeisha, 1980. Une collection grand format de photographies en couleurs d'Izumo. En dépit de son titre alternatif en anglais, (discrètement fourni dans le colophon), ce livre n'a aucune légende ou texte en anglais.
- Ueda Shōji besutan shashinchō: Shiroi kaze (植田正治ベス単写真帖・白い風?) / Brilliant Scenes. Tokyo: Nippon Camera, 1981.  (ISBN 4-8179-2003-3).
- (ja) Ueda Shōji (植田正治?). Shōwa Shashin Zen-shigoto 10. Tokyo: Asahi Shinbunsha. 1983.
- Kidō kaiki (軌道回帰?) / Shoji Ueda Polaroid 35m/m Photo Album. 3 vols. Self published, 1986.
- Sakyū: Ueda Shōji shashinshū (砂丘：植田正治写真集?) / Dunes. Tokyo : Parco, 1986.  (ISBN 4-89194-129-4).
- Shoji Ueda: Fotografien 1930-1986. Bremen: Forum Böttcherstrasse Bremen, Museum für Fotografie und Zeitkunst Bremen, 1987.
- Umi kaze yama iro: Shashinshū (海風山色：写真集〈中国路〉?) / The view of Chugokuji. Tokyo: Gyōsei, 1990.
  - Fūdohen (風土編?).  (ISBN 4-324-02312-3).
  - Shizenhen (自然編?).  (ISBN 4-324-02312-3).
- Ueda Shōji sakuhinten: Sakyū gekijo (植田正治作品展：砂丘劇所?). JCII Photo Salon Library 15. Tokyo : JCII Photo Salon, 1992. Catalogue d'une exposition.
- (ja) Ueda Shōji no shashin (植田正治の写真?) / Shoji Ueda. Tokyo : Tokyo Station Gallery, 1993. Catalogue d'une exposition organisée à la Tokyo Station Gallery en juillet-août 1993. Avec très peu de texte en français et en anglais, mais les légendes et beaucoup d'autres documents sont uniquement en japonais.
- Ueda Shōji shashinshū (植田正治写真集?) / Shoji Ueda : Photographs. Tokyo: Takarajima-sha, 1995.  (ISBN 4-7966-1015-4).
- Shoji Ueda Photographs: 1930-1990.  Kishimoto, Tottori: Shoji Ueda Museum of Photography, 1995.
- Ueda Shōji sakuhinshū (植田正治作品集?). Texte d'Ikezawa Natsuki (池沢夏樹). Tokyo: Parco, 1995. 
  - 1. (Hito) tachi ((人)たち?).  (ISBN 4-89194-448-X).
  - 2. (Mono) tachi ((物)たち?).  (ISBN 4-89194-449-8).
- Stone Sculpture. Texte de Nakaoka Shintarō (中岡慎太郎?). Tokyo BeeBooks, 1996.  (ISBN 4-89615-837-7).
- (ja) Oku no hosomichi o yuku (「おくのほそ道」をゆく?). Texte de Kuroda Momoko (黒田杏子?). Shotor Library. Tokyo : Shōgakkan, 1997.  (ISBN 4-09-343103-5). A lavishly illustrated retracing of the Oku no hosomichi de Matsuo Bashō.
- (ja) Ueda Shōji (植田正治?). Nihon no Shashinka 20. Tokyo: Iwanami Shoten, 1998.  (ISBN 4-00-008360-0).
- Ueda Shōji shashin no sakuhō: Amachua shokun! (植田正治・写真の作法：アマチュア諸君!?). Kyoto: Kōrinsha, 1999.  (ISBN 4-7713-0352-5).
- Shoji Ueda. Collection l'Oiseau rare. Trezelan: Filigranes, 2000.  (ISBN 2-910682-72-2).
- Ueda Shōji Watakushi no shashin sakuhō (植田正治私の写真作法?). Tokyo : TBS Britannica, 2000.  (ISBN 4-484-00217-5).
- Manazashi no kioku: Dareka no kataware de (まなざしの記憶：だれかの傍らで?). Texte de Washida Kiyokazu (鷲田清一?). Tokyo : TBS Britannica, 2000.  (ISBN 4-484-00414-3).
- Masaharu Fukuyama Portraits, Shoji Ueda Photographs. Kishimoto, Tottori: Shoji Ueda Museum of Photography, 2002. Catalogue d'une exposition organisée en juillet-septembre 2002. Deux volumes.
- Une ligne subtile: Shoji Ueda, 1913–2000. Lausanne: Musée de l'Élysée; Paris: Maison européenne de la photographie, c2006.  (ISBN 2-88474-015-5).
- Una Línia Subtil: Shoji Ueda 1913-2000. Barcelona: Fundació la Caixa, 2005. En catalan et anglais.
- Una Línea Sutil: Shoji Ueda 1913-2000. Barcelona: Fundació la Caixa, 2005.  (ISBN 978-84-7664-877-3). En anglais et espagnol.
- (ja) Ueda Shōji shashinshū: Fukinukeru kaze (植田正治写真集:吹き抜ける風?). Tokyo: Kyūryūdō, 2006.  (ISBN 4-7630-0606-1)
- Ueda Shōji (植田正治?) / Ueda Shoji. Hysteric 16. Tokyo : Hysteric Glamour, 2006.  (Inconspicuously, Ueda Shōji chiisai denki (植田正治「小さい伝記」?) / Ueda Shoji, Small Biography.) A collection of Ueda's series Small Biography (小さい伝記?), Chiisai denki), tel que paru dans Camera Mainichi dans les années 1970 et 1980.
- (ja) Boku no arubamu (僕のアルバム?) / An Album: The Everlasting Story. Tokyo : Kyūryūdō, 2007.  (ISBN 978-4-7630-0729-2). Malgré le titre alternatif en anglais, tout est en japonais. Photographies circa 1935-50, pour la plupart inédites, et de nouvelles impressions faites à partir de négatifs de Ueda. Beaucoup sont de la femme de Ueda.
- Ueda Shōji no sekai (植田正治の世界?). Corona Books 136. Tokyo : Heibonsha, 2007.  (ISBN 978-4-582-63434-1).
- (ja) Ueda Shōji: Chiisai denki (植田正治 小さい伝記?) / Small Biography. Hankyū Komyunikēshonzu, 2007.  (ISBN 978-4-484-07235-7). Uniquement en japonais en dépit du titre alternatif en anglais.

## Autres albums avec des photos de Ueda
(par ordre alphabétique d'auteur ou de titre)
- (ja) Ueda Shōji to sono nakama-tachi: 1935-55 (植田正治とその仲間たち：1935～55?), Shōji Ueda and his friends, 1935-55). Yonago, Tottori : Yonago City Museum of Art, 1992. Catalogue d'une exposition organisée en février-mars 1992 au musée d'art municipal de Yonago, with reproductions of many of Ueda's works.
- Suihen no kioku: San'yō San'in no shashinka-tachi: Ueda Shōji, Hayashi Tadahiko, Midorikawa Yōichi, Matsumoto Norihiko ten (水辺の記憶：山陽山陰の写真家たち「植田正治・林忠彦・緑川洋一・松本徳彦」展?). Onomichi, Hiroshima: Onomichi City Museum of Art, 1999. Catalogue d'une exposition des œuvres d'Ueda, Tadahiko Hayashi, Yōichi Midorikawa et Norihiko Matsumoto.
- Midorikawa Yōichi to yukari no shashinka-tachi 1938-59 (緑川洋一とゆかりの写真家たち1938～59?). Okayama: Okayama Prefectural Museum of Art, 2005.
- Yamagishi, Shoji, ed. Japan, a Self-Portrait. New York : International Center of Photography, 1979.  (ISBN 0-933642-01-6) (relié),  (ISBN 0-933642-02-4) (broché). Pages 105-110 consacrées au travail d'Ueda.
- Self-Portrait. Hysteric 2. Tokyo: Hysteric Glamour, 1991.
- (ja) Sengo shashin / Saisei to tenkai (戦後写真・再生と展開?) / Twelve Photographers in Japan, 1945-55. Yamaguchi: Yamaguchi Prefectural Museum of Art, 1990.  Catalogue d'une exposition organisée au musée d'art de la préfecture de Yamaguchi. Malgré le titre alternatif en anglais, presque exclusivement en japonais (bien que chacune des douze dispose d'une chronologie en anglais). Vingt-et-un des photographies de Ueda de gens sur les dunes de Tottori apparaissent pp. 104, 114.
- Tachihara Michizō. Ushinawareta yoru ni: Tachihara Michizō shishū (失なわれた夜に：立原道造詩集?). Tokyo : Sanrio, 1975. Recueil de poésies de Michizō Tachihara.